# Majestic
『Majestic』（マジェスティック）は、1993年12月22日にリリースされたプリンセス プリンセスの8枚目のアルバム。

## 解説
- 前作『BEE-BEEP』とは対照的に、単色（白黒）を基調としたジャケットとなっている。このアルバムに収録された曲はすべて失恋の曲である。
- 「ふたりが終わるとき」がシングルで先行発売されたが、プリンセス・プリンセスの楽曲の中では一番短い曲で、これ以上長くしても曲の構成が崩れるため、この時間で収録された。
- 「恋するチャンピオン」は富田が初めて作曲した楽曲である（プリンセス・プリンセスの楽曲の中では唯一）。
- 「風が吹いたら」は渡辺が初めて単独で作詞・作曲両方手掛けた楽曲である。

## 収録曲
1. 傷跡
作詞：中山加奈子、作曲：奥居香
2. BIRD'S EYE VIEW
作詞・作曲：今野登茂子
3. さよならダーリン
作詞：富田京子、作曲：奥居香
  - 17thシングルのカップリング。
4. GLASS HEAVEN
作詞：富田京子、作曲：奥居香
5. ふたりが終わる時
作詞：中山加奈子、作曲：奥居香
  - 17thシングル。
6. 恋するチャンピオン
作詞・作曲：富田京子
7. OH! MONKEY WOMAN
作詞・作曲：中山加奈子
8. 風が吹いたら
作詞・作曲：渡辺敦子
9. それじゃね
作詞：富田京子、作曲：奥居香
10. 片想い
作詞：中山加奈子、作曲：奥居香